# Ian Howard Marshall
Ian Howard Marshall (Carlisle, 12 gennaio 1934 – 12 dicembre 2015) è stato un teologo e biblista britannico.

## Biografia e carriera
Marshall ha conseguito il bachelor of arts a Cambridge alla Wesley House e ha proseguito gli studi all'Università di Aberdeen, dove ha conseguito il master of arts, il Bachelor of Divinity e il Ph.D. Dopo un biennio di insegnamento a Bristol al Didsbury Methodist College, nel 1964 è entrato come lettore all’Università di Aberdeen, dove nel 1979 è diventato professore. Di religione metodista, Marshall ha fatto parte della Chiesa metodista di Aberdeen per più di 50 anni.
Marshall era sposato e dalla prima moglie Joyce aveva avuto quattro figli. Rimasto vedovo, si era risposato nel 2011.

## Pensiero
Nel libro I Believe in the Historical Jesus, Marshall avversò la cosiddetta tesi del mito di Gesù, affermando che tale idea "non era riuscita a fare alcuna impressione sull'opinione accademica". Inoltre, collaborò in qualità di consulente teologico alla miniserie televisiva Jesus: The Evidence, trasmessa da Channel 4 nel 1984, nella quale espresse un punto di vista opposto a quello del teologo scettico George Albert Wells.
Nel volume intitolato Kept by the Power of God (pubblicato nel '69, ristampato nel '95), espose la tesi propria dell'arminianesimo, secondo la quale Dio preserva i santi in una relazione salvifica con Lui, a patto che essi mantengano singolarmente e collettivamente una fede perseverante in Gesù Cristo. Tale tesi è chiamata anche preservazione condizionale dei santi.

## Libri pubblicati
- Bible Study Books - St. Mark, Scripture Union, Londra, 1968.
- Kept by the Power of God, Paternoster Press, Carlisle, 1995
- Luke: Historian and Theologian, Paternoster Press, Exeter, 1970, 1989.
- The Origins of New Testament Christology, InterVarsity Press, 1976
- The Gospel of Luke (New International Greek Testament Commentary), Paternoster Press, Exeter,  1978.
- I Believe in the Historical Jesus, Hodder & Stoughton, Londra, 1977.
- The Epistles of John (New International Commentary on the New Testament), Eerdmans, Grand Rapids, 1978.
- Acts (Tyndale New Testament Commentaries), InterVarsity Press, Leicester , 1980.
- Last Supper and Lord's Supper, Paternoster Press, Exeter, 1980.
- 1 and 2 Thessalonians (NCB), Eerdmans, Grand Rapids, 1983.
- Jesus the Saviour: Studies in New Testament Theology, SPCK/ InterVarsity Press, 1990.
- 1 Peter (IVP Commentary Series), InterVarsity Press ,Leicester, 1991.
- The Acts of the Apostles (Sheffield NT Guides), Sheffield Academic Press, 1992.
- The Epistle to the Philippians (Epworth Commentaries), Epworth Press, Londra, 1992.
- Con Karl Paul Donfried e K. P. Donfried  The Theology of the Shorter Pauline Letters, Cambridge University Press, 1993.
- Con Philip H. Towner (coautore), A Critical and Exegetical Commentary on The Pastoral Epistles (International Critical Commentary), T&T Clark, Edimburgo, 1999
- Concordance to the Greek New Testament (sixth fully revised edition of the work of Moulton and Geden), T&T Clark, Londra, 2002
- Con S.Travis e I. Paul (coautori), Exploring the New Testament, Vol. 2, SPCK, Londra, 2002
- Beyond the Bible: Moving from Scripture to Theology (with essays by Kevin J. Vanhoozer and Stanley E. Porter), Baker Academic, Grand Rapids, 2004
- New Testament Theology: Many Witnesses, One Gospel, InterVarsity Press, Downers Grove/Leicester, 2004.
- Aspects of Atonement, Paternoster Press, Londra, 2007